# Museo Aeronáutico Tiflológico
El Museo Aeronáutico Tiflológico, conocido como MAT o M.A.T., se sitúa en el paseo Colón de Santiago de la Ribera, pedanía costera de San Javier, en la orilla del Mar Menor, Región de Murcia, instalación museística al aire libre inaugurada el 24 de julio de 2020, una instalación específicamente diseñada y adaptada a personas con discapacidad visual o auditiva, que acceden a su conocimiento mediante el tacto, la incorporación del sistema braille y una aplicación para dispositivos móviles, diseñada con esta finalidad y accesible a través de un código QR.

## Exposición
La exposición cuenta con cinco maquetas de aeronaves junto a cinco bancos diseñados para recoger la esencia de cada uno de los aviones, reproduciendo el color y escarapela aeronáutica que los caracteriza visualmente.
|                 |
| Dornier J "Wal" |

|                          |
| Banco en Dornier J "Wal" |

El recorrido por el Museo comienza con una réplica del hidroavión Dornier J "Wal", perteneciente a la época de la Base Aeronaval (1920-1939), que fue el primer avión en llegar al Polo Norte y con el que los españoles Ramón Franco, Julio Ruiz de Alda, Pablo Rada y Juan Manuel Durán atravesaron el Atlántico Sur.
|                                   |
| Banco en Beechcraft T-34 "Mentor" |

|                          |
| Beechcraft T-34 "Mentor" |

Le sigue el Beechcraft T-34 "Mentor" que llegó a la AGA en 1958 con el que se formó como piloto el rey Juan Carlos I de España y también su hijo, el rey Felipe VI en el último año de servicio de este modelo, en 1989.
|                     |
| T-6 "Texan" - banco |

|             |
| T-6 "Texan" |

La muestra incluye el avión norteamericano T-6 "Texan" de enseñanza avanzada que estuvo en servicio en la AGA hasta 1982 cuando fue sustituido por el C-101.
|                |
| Ha-200 "Saeta" |

|                |
| Ha-200 "Saeta" |

En ese tiempo también voló sobre el mar Menor el avión hispano Ha-200 "Saeta", el primer avión a reacción fabricado en España que estuvo operativo entre 1962 y 1981.
|                                        |
| CASA C-101 "Mirlo" - banco y formación |

|                    |
| CASA C-101 "Mirlo" |

La primera serie de aviones la completa el más conocido, el CASA C-101 "Mirlo", considerado como un excelente entrenador de vuelo, cuyas características técnicas dieron pie a un grupo de profesores para crear en 1985 un grupo acrobático que se llamó Patrulla Águila y que 35 años después representa al Ejército del Aire en todo el mundo.
|           |
| photocall |

|                                 |
| Parque infantil Patrulla Águila |

El recorrido esta complementado con un photocall tridimensional, situándose en las proximidades de la AGA un área de ocio infantil, el Parque Patrulla Águila, decorado con motivos aeronáuticos y de la propia Patrulla Águila.

## Localización del museo
Es posible acceder al museo a pie, además de contar con parada de bus en la cercana avenida de Sandoval, perteneciente a la línea 48A de Movibus.